# Mixtecalia
Mixtecalia, monotipski biljni rod podtribusa Tussilagininae, otkriven te opisan i ilustriran 2020. godine. Novi se rod pojavljuje u kserofitnom grmlju na području od oko 1,75 km², u okrugu Tlaxiaco u meksičkoj državi Oaxaca, gdje koegzistira s takođewr novootkrivenim vrstama Agave gypsicola i Cephalocereus parvispinus.